# 虹口大旅社
虹口大旅社是上海市的一座建筑，又称虹口大楼，竣工於1927年。該建築最初是一座旅馆，有105个房间，共有7層。建筑面积2631平方米。抗戰期間，這座建築部分被毀。1946年，建築得到修復。1975年，建築南側部分加蓋一層。1949年後，虹口大旅社曾作為上海第七百貨使用。1999年，虹口大旅社被列入上海市第三批優秀歷史建築。